# Belimbing Sari
Belimbing Sari is een bestuurslaag in het regentschap Lampung Timur van de provincie Lampung, Indonesië. Belimbing Sari telt 2211 inwoners (volkstelling 2010).